# 1336

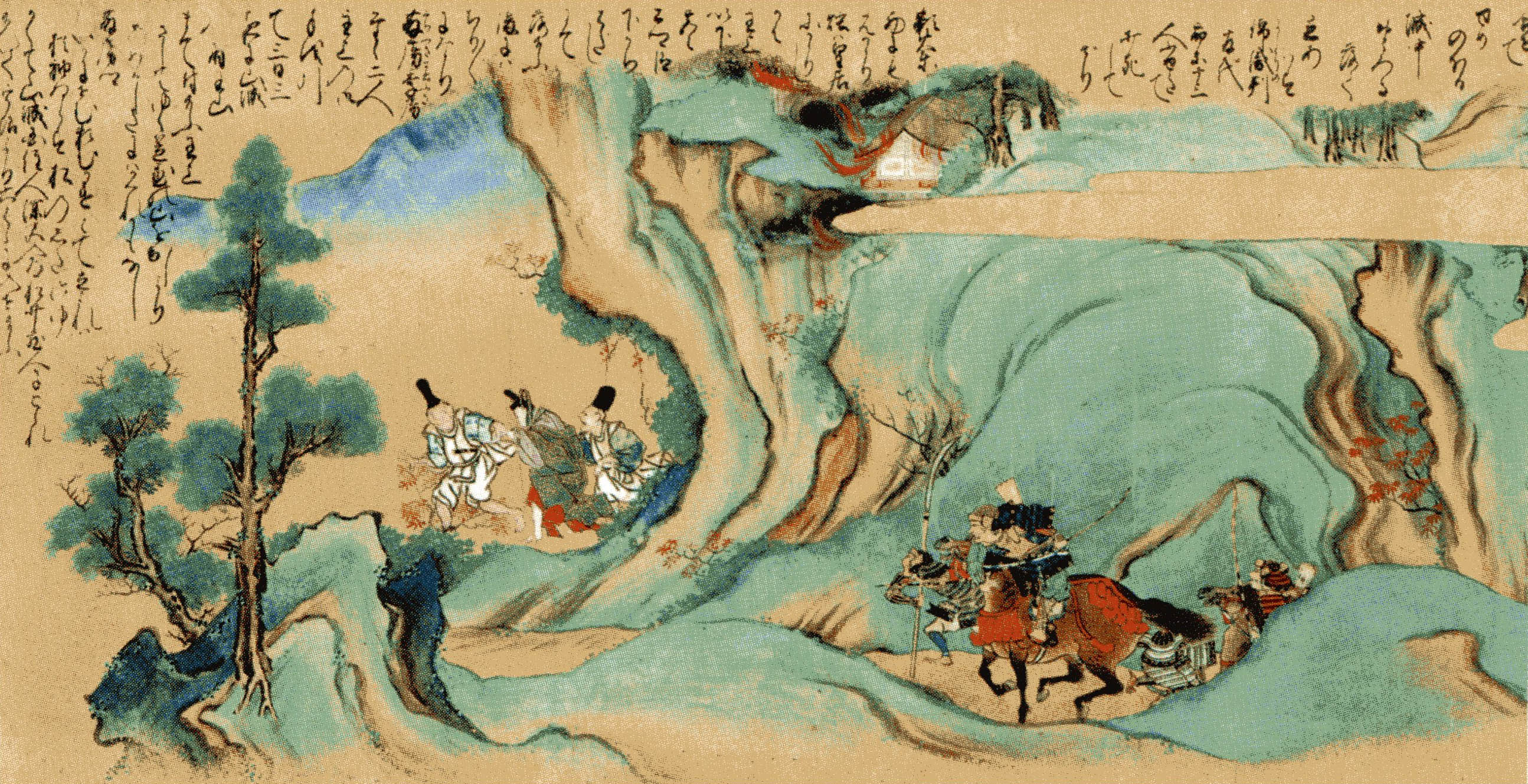
Go-Daigo in de bergen

Het jaar 1336 is het 36e jaar in de 14e eeuw volgens de christelijke jaartelling.

## Gebeurtenissen
februari
- 6 - Willem van Duivenvoorde sticht het Kartuizerklooster van Geertruidenberg.

april
- 26 - De Italiaanse dichter Francesco Petrarca beklimt de Mont Ventoux. Dit wordt beschouwd als de eerste toeristische bergbeklimming.

augustus
- 12 - Eduard III van Engeland verbiedt de export van wol naar Vlaanderen.

zonder datum
- Ashikaga Takauji verovert Kioto opnieuw, en stelt Komyo aan als keizer (hoewel hij zelf als shogun de werkelijke macht heeft). Keizer Go-Daigo moet vluchten en richt zijn hof in in het Yoshino-gebergte in het zuiden. Het begin van de periode van Noordelijke en Zuidelijke Hoven.
- Harihara I sticht het Vijayanagararijk in India.
- Orhan I van de Ottomanen verovert Bergama en beëindigt het emiraat van Karasu.
- In de bul Benedictus Deus schrijft paus Benedictus XII dat de zielen van overledenen direct hun zaligheid verwerven, niet pas bij het Laatste Oordeel.
- Na he kinderloze overlijden van Lodewijk IV van Loon eist Diederik van Heinsberg, de zoon van zijn zus, de opvolging op. Het kapittel van de Sint-Lambrechtskathedraal, leenheer van het graafschap, eist het echter terug omdat het niet in vrouwelijke lijn kan overerven. Prinsbisschop Adolf van der Mark blijft grotendeels neutraal. Begin van de Loonse Successieoorlog
- Vianen krijgt stadsrechten.
- Peter van Portugal trouwt met Constance Manuel van Peñafiel.
- De Universiteit van Camerino wordt gesticht. (traditionele datum)
- oudst bekende vermelding: Guttecoven

## Kunst
- Francesco Petrarca: Beklimming van de Mont Ventoux

## Opvolging
- Aragon en Sardinië - Alfons IV opgevolgd door zijn zoon Peter IV
- Loon en Chiny - Lodewijk IV opgevolgd door zijn neef Diederik van Heinsberg
- Namen - Gwijde II opgevolgd door zijn broer Filips III
- Płock - Wenceslaus opgevolgd door zijn zoon Bolesław III onder regentschap van zijn ooms Ziemovit II en Trojden I
- Saluzzo - Frederik I opgevolgd door Thomas II
- Urgell - Alfons IV van Aragon opgevolgd door zijn zoon Jacobus I

## Geboren
- 9 april - Timoer Lenk, Mongools krijgsheer, stichter van het rijk der Timoeriden (1370-1405)
- 1 juli - Filips van Orléans, Frans prins
- 25 juli - Albrecht van Beieren, graaf van Holland en Henegouwen (1358-1404), hertog van Beieren-Straubing
- 21 december - Balthasar van Thüringen, Duits edelman
- Hendrik I van Borselen, Nederlands edelman
- Hồ Quý Ly, keizer van Vietnam (1400)
- Olivier V de Clisson, Bretons edelman en soldaat
- Reinoud I van Brederode, Nederlands edelman
- Stefan Uroš V, tsaar van Servië (1355-1371)
- Innocentius VII, paus (1404-1406) (jaartal bij benadering)

## Overleden
- 22 januari - Lodewijk IV, graaf van Loon (1323-1336)
- 24 januari - Alfons IV (~36), koning van Aragon (1327-1336)
- 9 maart - Johan II Schellaert van Obbendorf, Duits edelman
- 12 maart - Gwijde II (~23), markgraaf van Namen (1335-1336)
- 17 mei - Go-Fushimi (48), keizer van Japan (1298-1301)
- 23 mei - Wenceslaus van Płock, Pools edelman
- 4 juli - Elisabeth van Aragon (~64), echtgenote van Dionysius van Portugal
- 13 september - Jan van Eltham (20), Engels prins
- Leszek van Ratibor, Pools edelman
- Maria van Souburg, Nederlands edelvrouw
- Richard van Wallingford (~44), Engels wiskundige